# Gräberfeld von Goldbeck
Das Hügelgräbergelände in Goldbeck ist ein Landschaftsschutzgebiet im Ortsteil Goldbeck der Gemeinde Beckdorf im niedersächsischen Landkreis Stade. Es befindet sich auf der Geesthöhe zwischen Goldbeck und Rahmstorf.
Der Landkreis konnte 1926 durch den Ankauf des Geländes mit 70 Hügelgräbern etwa die Hälfte der ehemals vorhandenen Denkmäler sichern. Auf dem kreiseigenen Gelände blieb die alte Heidelandschaft erhalten. Sie umfasst auch ein altes Wölbackersystem mit Breiten zwischen 8 und 12 m. Das Gräberfeld wurde durch Pflege des Bewuchses und Ausbesserung der Grabhügel zu einem Hügelgräberpark umgestaltet und ist von der Straße zwischen Goldbeck und Rahmstorf mit dem Hinweis „Urgeschichtliche Grabhügel“ ausgeschildert.
Zwischen den größeren Grabhügeln liegen Gruppen kleinerer Hügel. Während die großen Hügel, in denen sich Steinkisten befinden können, der älteren Bronzezeit angehören, stammen die kleineren, aus der jüngeren Bronzezeit oder der älteren Eisenzeit. Dies gilt nicht nur für die erhaltenen 70 Hügelgräber im Schutzgebiet, sondern auch für das sich einst westlich bis Goldbeck und darüber hinaus erstreckende Hügelgräberfeld.
Durch landwirtschaftliche Kultivierungen und großräumigen Bodenabbau wurden hier die meisten Denkmäler zerstört. Zu Beginn der Landschaftsumgestaltung im Jahre 1891 entdeckte man in einem Hügel von 2,2 m Höhe und 24,0 m Durchmesser eine aus plattigen Steinen erbaute Steinkiste. Sie hat eine lichte Weite von 1,9 × 0,8 m, bei einer lichten Höhe von 0,65 m und war mit einem Deckstein von 2,4 m Länge und 1,0 m Breite bedeckt. Funde und Befunde waren dürftig. Westlich des Hügels mit der Steinkiste wurde zu Beginn der 1960er Jahre eine sich schnell ausdehnende Kiesgrube eröffnet. Am Rande der Grube lagen sieben Hügelgräber, teilweise im Ackerland bereits überpflügt, partiell noch in Busch und Heide. Alle Denkmäler waren bereits früher durch „Kopfstich“ angegraben worden. Ein weiterer, einst großer Grabhügel lag etwas entfernt von der Gruppe als Torso im Ackerland.
Die meisten der Hügel enthielten in ihrer Mitte als Primärbestattung ein so genanntes „Untergrab“ mit Beigaben der Einzelgrabkultur. Die Toten lagen auf der Seite und waren in Hockerstellung in Gruben beigesetzt. Man hatte ihnen Steingeräte und Tongefäße mitgegeben. Die „geschweiften Becher“, lassen in Form und Verzierung verschiedene typologische Entwicklungsstufen erkennen. Ansonsten gab man sehr gut gearbeitete Streitäxte und Dolche, Feuersteinbeile und -klingen mit. In zwei Fällen lagen die Toten in einer auf dem gewachsenen Boden errichteten Holzkammer. Ein Hügel enthielt in einem großen Totenhaus drei durch Holzwände getrennte Bestattungen. Die Toten hatten Keramik, Steingeräte und in einem Fall eine Bernsteinperle mitbekommen. Die anderen Gräber mit zentralem Untergrab enthielten darüber weitere Zentralbestattungen. Als Beispiel sei die Bestattungsfolge in Hügel I angeführt.
- Die primäre Hockerbestattung lag in einem Untergrab, das 1,20 m in den gewachsenen Boden eingetieft war. Als Beigaben waren ein großer geschweifter Becher, ein doppelter Klingenkratzer aus Feuerstein sowie ein großes Feuersteinbeil mitgegeben worden. Holzreste deuten darauf hin, dass die Grube mit Holzplanken ausgeschalt war.
- Über der Hockerbestattung lag eine Körperbestattung in Rückenlage. Das nur 0,4 m in den gewachsenen Boden eingetiefte Grab war rechteckig mit einer Größe von 3,0 × 1,0 m und mit acht großen Feldsteinen in lockerem Verband umstellt sowie mit Heide- bzw. Grasplaggen zugedeckt. Auf der Grabsohle wurden in dunkler Verfärbung einige nicht näher bestimmbare Knochenreste erkannt. An der westlichen Schmalseite lag die Klinge eines Bronzedolches mit vier Nieten. Sie war noch von Resten der Holzscheide umgeben. Der Griff des Bronzedolches bestand aus Hirschgeweih. Der Dolch datiert die Bestattung eindeutig in die Periode I der Frühen Bronzezeit nach Montelius.
- Über dieser Bestattung folgte, etwas seitlich versetzt, eine Leichenbrandbestattung mit Urnenresten vom Ende der Jüngeren Bronzezeit.

Es wird deutlich, dass innerhalb des Gräberfeldes von Goldbeck nicht nur große und kleine Hügel aus verschiedenen Zeiten stammen, sondern dass auch innerhalb der Grabhügel der Ablauf verschiedener Kulturstufen durch Veränderungen des Bestattungsbrauches und des Grabinventars sichtbar wird.